# 謝尼奧峰
65°13′S 64°1′W / 65.217°S 64.017°W
謝尼奧峰（英語：Chaigneau Peak）是南極洲的山峰，座標65°13′S 64°1′W，位於葛拉漢地西岸，處於布朗夏爾嶺東南面，海拔高度760米（2,500英尺），由比利時探險隊發現，並由讓-巴蒂斯特·夏古率領的法國探險隊繪入地圖。